# Аліє Кенджалієва
Аліє Кенжалієва — українська письменниця та поетеса кримськотатарського походження.

## Біографія
Народилася в Узбекистані, в сім'ї педагогів. У 1988 році разом з родиною переїхала до Криму. Писати вірші почала з 13 років, і саме у цей час у пресі з'явилися перші публікації.
Художні твори Аліє Кенжалієвої публікувалися в газетах «Кирим», «Авдет» та на вебпорталах. Авторка пише вірші і прозу двома мовами (російською та кримськотатарською).
Мати двох дітей, вчителька за фахом Аліє Кенжалієва, яка проживала в Росії, після подій 2014 року розлучилася з першим чоловіком через розбіжності щодо проблематики Криму та повернулася додому. Тут вона зіткнулася з неможливістю висловлювати свої думки, страхом людей.

## Проблеми з окупаційною владою
Почуття, думки, тривогу поетеса висловлює у своїх віршах. Все, що відбувається в Криму, не проходить повз увагу Кенджалієвої. Влітку 2018 року Аліє Кенжалієву викликали до слідчого управління в Сімферополі на допит. Причиною став вірш, опублікований 9 травня в місцевій газеті Qirim. Поетеса висловила свою думку про те, з яким пафосом зараз проходить святкування Дня Перемоги. Про результати дослідчої перевірки поетесі так і не повідомили.
Щодо Аліє Кенжалієвої була відкрита дослідча перевірка за фактом «реабілітації нацизму». Перевірка не дала результатів. Кенджалієва продовжує писати сміливо і відкрито, незважаючи на неодноразові попередження. Пише кількома мовами, намагається перекладати  українські вірші на рідну кримськотатарську мову і навпаки, мріє донести вірші кримськотатарською мовою до українського читача.

Як мати, Кенджалієва впевнена, що збереження і розвиток мови, національної ідентичності необхідно починати в сім'ї. І тому, щоб її доньки вчилися у кримськотатарській школі, вона переїжджає з села Куру-Узень в Сімферополь, де віддає їх в школу №44 імені Алімє Абденанової. Вдома також намагається говорити з дітьми рідною мовою. Вчить їх висловлювати свою позицію, відстоювати власні погляди.
«Крим – це частина моєї душі, це моє продовження. Ходжу по рідному Куру-Узень і відчуваю подих землі, вітер з гір і моря доносить голоси предків», - каже мисткиня.
Кенджалієва пише не лише вірші. Герої її роману «Колиска» потрапляють з реального світу в минуле, у часи правління останнього хана Шагіна Ґерая. Домагаються зустрічі з ним і умовляють не віддавати Крим Катерині. Там всюди чути кримськотатарську мову, особливо дзвінкий сміх дітей, майстри прославляють народні промисли на весь світ, всі жителі півострова вільні і щасливі. Ось про такий Крим мріє Аліє Кенжалієва.